# حجر المض (الحيمة الداخلية)

تعديل مصدري - تعديل

حجر المض هي إحدى قرى عزلة بني يوسف بمديرية الحيمة الداخلية التابعة لمحافظة صنعاء، بلغ تعداد سكانها 187 نسمة حسب تعداد اليمن لعام 2004.